# Johannes Ringk

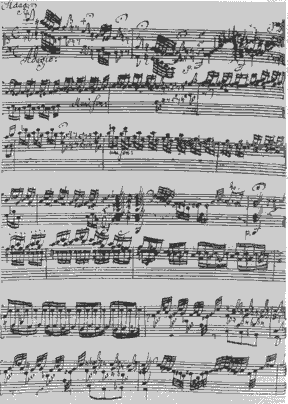
Prima pagina del D-B Mus. ms. Bach P 595, Fascicle 8, il più vecchio manoscritto sopravvissuto della Toccata e Fuga in Re minore, BWV 565

Johannes Ringk (Frankenhain, 26 giugno 1717 – Berlino, 24 agosto 1778) è stato un compositore e organista tedesco.

## Biografia
Nato nel 1717 in Turingia, studiò organo con Johann Peter Kellner a Gräfenroda e con Gottfried Heinrich Stölzel a Gotha. Dal 1740 fu insegnante di musica a Berlino, e, nel 1754, venne nominato organista della Marienkirche, posto che occupò per il resto della vita.
Fu abbastanza famoso, all'epoca, per la sua abilità come esecutore e improvvisatore. Compose lavori per organo, concerti e forse opere, ma è ricordato principalmente per le copie manoscritte di composizioni di altri autori che realizzò.
Fra queste copie si ricordano la cantata Weichet nur, betrübte Schatten BWV 202 e la toccata e fuga in Re minore BWV 565, entrambe di Johann Sebastian Bach. È possibile che molte copie siano state realizzate basandosi su manoscritti di Kellner, che fu allievo di Bach.